# Air guitar

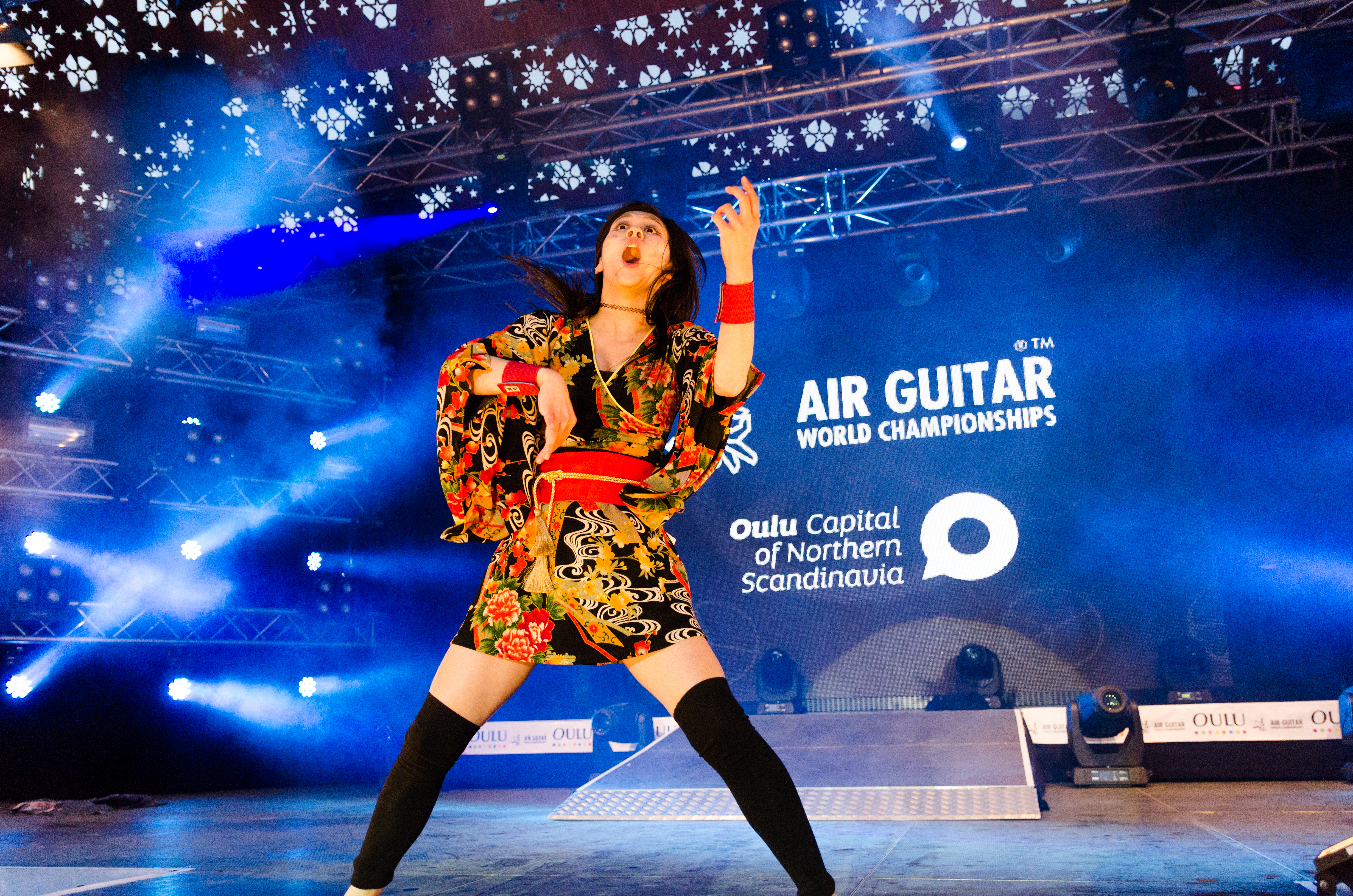
Una concorrente al campionato mondiale di air guitar del 2014

Air guitar è un'espressione inglese con cui si indica il mimare il gesto di suonare la chitarra, fingendo di averne una tra le mani. Esistono vere e proprie competizioni nazionali fra appassionati i cui vincitori accedono al campionato mondiale di air guitar, organizzato ogni anno dal 1996 nella città finlandese di Oulu, nell'ambito dell'Oulu Music Video Festival. 

## Storia
La «chitarra d'aria» è nata nel 1951 negli Stati Uniti d'America, quando Jack Philson inventò la Philson Stratoblaster Air Guitar per lasciare senza fiato la fidanzata del momento. Qualcuno, invece, identifica il pioniere dell'Air Guitar in Bill Reed, leader dei The Diamonds, un quintetto canadese degli anni cinquanta. L'air guitar divenne nota anche grazie a Joe Cocker che nel 1969, sul palco del Festival di Woodstock, finse di suonare la chitarra in With a Little Help from My Friends.
Anno dopo anno il fenomeno ha conquistato sempre più fan, soprattutto nei generi musicali dell'Hard rock, Heavy metal e Punk. Dal 1996 anni in Finlandia, l'Oulu Music Video Festival ospita il campionato mondiale di Air Guitar - "Pure Air since 1996" - che incorona il "King of the Air" dell'anno.